# Joe van Niekerk
Pour les articles homonymes, voir van Niekerk.

a Compétitions nationales et continentales officielles uniquement.

b Matchs officiels uniquement.
Dernière mise à jour le 14 août 2020.
Johann Christiaan van Niekerk, plus connu comme Joe van Niekerk est un joueur de rugby à XV sud-africain, né le 14 mai 1980 à Port Elizabeth en Afrique du Sud. Il a joué en équipe d'Afrique du Sud et évolue au poste de troisième ligne centre au sein du RC Toulon dont il fut l'emblématique capitaine de 2008 à 2014, et terminant sa carrière en remportant par deux fois la Coupe d'Europe (2013, 2014) et le Top 14 (2014). 
Véritable légende du Rugby Club Toulonnais, il fait partie, en avril 2023, des 10 premiers joueurs intronisés dans le Hall of Fame du club, notamment aux côtés de Jonny Wilkinson. Récompense à l'image des magnifiques souvenirs impérissables qu'il aura laissé dans le cœur des supporters du club.

## Biographie et carrière
Jusqu'en 2003, il évolue dans le Super 12 sous les couleurs des Cats, une franchise de rugby à XV d'Afrique du Sud basée à Johannesburg. Elle était principalement constituée de la province sud-africaine de Currie Cup des Golden Lions (ancienne équipe du Transvaal). International sud-africain depuis 2001, Joe van Niekerk s'illustre particulièrement en Super 12 et avec la sélection nationale lors de l'année 2002. Il reçoit même le titre de meilleur joueur Sud-Africain cette année-là.
En 2003, il rejoint la Western Province en Currie Cup, et la franchise des Stormers en Super 12. Il participe à la Coupe du monde de rugby en 2003 et remporte le Tri-nations avec les Springboks en 2004.
En 2007, revenu de blessure, loin de son niveau habituel, il n'est pas retenu dans la sélection sud-africaine pour la Coupe du monde. Il devait signer un contrat courant jusqu'en 2010 avec les Northampton Saints. Son passage à la banale visite médicale ne s'étant pas avéré concluant, le club décide de ne pas le garder.
En 2008, il est engagé dans l'équipe des Lions pour disputer le Super 14. Les Lions finissent dernier du Super 14 mais Joe van Niekerk fait une prestation suffisamment convaincante pour être réintégré dans le squad sud-africain. A 28 ans et après presque deux ans, il dispute de nouveau un match avec les Springboks contre l'Italie. Puis les 2 matchs contre la nouvelle-zélande du Tri-nations 2008, il inscrit 2 essais dans le test match contre l'Argentine, il joua son dernier match international en 2010 contre l'équipe du pays de Galles victoire 36-31.
Il porte les couleurs de Toulon depuis la saison 2008-09. Élu meilleur troisième ligne centre (rugby à XV) du Top 14 2008-2009. Et en 2013, avec son club, il remporte la Coupe d'Europe en H-Cup. En 2016, le site Rugbyrama le classe huitième parmi les 10 meilleurs joueurs de l'histoire du RC Toulon.
Il partage désormais sa vie entre le Var et le Costa Rica où il a ouvert un centre de remise en forme psychologique, et spirituelle "pour tous", louant les mérites apaisants du lieu.

## Synthèse des clubs

### En club
- 2008-2014 : RC Toulon (Top 14)  France

### En province
- 2005-2007 : Western Province (Currie Cup)  Afrique du Sud

### En franchise
- 2008 : Lions (Super 14)  Afrique du Sud
- 2005-2007 : Stormers (Super 12 puis Super 14)  Afrique du Sud
- 2003 : Cats (Super 12)  Afrique du Sud

### En équipe nationale
Il a honoré sa première cape internationale en équipe d'Afrique du Sud le 21 juillet 2001 contre l'équipe de Nouvelle-Zélande.

## Palmarès

### En club
- Coupe d'Europe :
  - Vainqueur (2) : 2013, 2014
- Championnat de France de première division :
  - Champion (1) : 2014 (face au Castres olympique)
  - Vice-champion (2) :  Top 14 : 2012 (Face au Stade toulousain), 2013 (face au Castres olympique)
  - Demi-Finaliste du Top 14 : 2010 (Face à l'ASM Clermont)
- Challenge européen : 
  - Finaliste (2) : 2010 (Face aux Cardiff Blues), 2012 (Face au Biarritz olympique)

### En équipe nationale
(À jour au 09.06.2010)
- 52 sélections en équipe d'Afrique du Sud depuis 2001
- 10 essais (50 points)
- Sélections par année : 6 en 2001, 11 en 2002, 6 en 2003, 9 en 2004, 8 en 2005, 6 en 2006, 5 en 2008 et 1 en 2010.
- Vainqueur du Tri-nations : 2004

En coupe du monde :
- 2003 : 4 sélections (Uruguay, Angleterre, Géorgie, Samoa), 3 essais (contre l'Uruguay, la Géorgie et les Samoa)

### Personnel
- Meilleur joueur des mois de mars et d'avril 2009 de Top 14[3],[4]
- Meilleur Joueur Sud-Africain 2002.